# NGC 385
NGC 385 é uma galáxia elíptica (E-S0) localizada na direcção da constelação de Pisces. Possui uma declinação de +32° 19' 10" e uma ascensão recta de 1 horas, 07 minutos e 27,2 segundos.
A galáxia NGC 385 foi descoberta em 4 de Novembro de 1850 por William Parsons.